# آنتونیو اوره
آنتونیو اوره (اسپانیایی: Antonio Oré‎؛ ۷ نوامبر ۱۹۱۴ – ۱۰ فوریهٔ ۱۹۹۴) بازیکن بسکتبال اهل پرو بود. وی در بازی‌های المپیک تابستانی ۱۹۳۶ شرکت کرده‌است.